# Konrad Gansser
Konrad Gansser (* 13. März 1882; † 6. April 1937) war ein deutscher Marineoffizier und  U-Boot-Kommandant im Ersten Weltkrieg. Die britische Regierung führte ihn auf einer Liste als Kriegsverbrecher, ein Verfahren wurde aber eingestellt.

## Leben

### Werdegang
Konrad Gansser trat am 7. April 1900 in die Kaiserliche Marine ein. Am 9. Dezember 1910 wurde er zum Kapitänleutnant befördert. Von 1912 an war er als Gehilfe des Marineattachés, Kapitänleutnant Albrecht von Freyberg-Eisenberg-Allmendingen an der deutschen Gesandtschaft in Wien eingesetzt. Später war er bis August 1914 Platzmajor und I. Adjutant des Festungskommandanten Geestemünde. Er kam anschließend für einen Monat an die U-Boots-Schule zur Ausbildung. Hierfür wurde er Kommandant von U 8. Anschließend übernahm bis April 1917 U 33. Mit der Indienststellung von U 33 Ende September 1914 war Gansser Kommandant des Bootes geworden.
Am 28. März 1916 wurde durch U 33 das britische Fährschiff Brussels der Great Eastern Railway beim Maas-Feuerschiff für eine Kontrolle zum Halten gezwungen. Da eine Versenkung wahrscheinlich war und entgegen den internationalen Seekriegsregeln, versuchte der Kapitän der Brussels, Charles Fryatt, das U-Boot zu rammen, welches nur durch ein sofortiges Abtauchen gerettet werden konnte. Später wurde Fryatt durch die Deutschen gefangen genommen und die Brussels, welche er immer noch kommandierte, als Prise genommen. Fryatt wurde in Brügge für den Angriff auf U 33 durch einen Zivilisten angeklagt. Gansser erschien nicht persönlich, aber gab eine schriftliche Stellungnahme, welche die Schuld von Fryatt herausstellte. Fryatt wurde schuldig gesprochen und hingerichtet.
Ende März 1916 torpedierte U 33 das französische Hospitalschiff Portugal, welches durch Russland gechartert worden war. Beim Untergang des Schiffes kamen 115 Menschen, überwiegend Franzosen und Russen ums Leben.
Von April 1917 bis April 1918 war er Kommandant von der neu in Dienst gestellten U 156. Das Boot war im Dezember 1917 als Begleitboot in einer geheimen Operation eingebunden, welche eine Schiffsladung Wolframerz von den Kanarischen Inseln nach Deutschland überführen sollte. Der deutsche Funkverkehr wurde abgefangen und die britische Marine konnte geeignete Gegenmaßnahmen ergreifen. Das so in den Operationsbereich entsandte britische U-Boot E 48 schloss drei Torpedos auf U 156, wobei der einzige Treffer nicht zu einer Explosion führte. Bei dem erforderlichen Schnelltauchen von U 156 wurden zwei Besatzungsmitglieder von Deck gespült, denen es jedoch gelang, die Küste zu erreichen.
Bis Juli 1916 war er dann zur Verfügung der U-Boot-Inspektion gesetzt. Er wurde auch zur Unterstützung des Marineattaché Albrecht von Freyberg abkommandiert. Am 8. Juli 1919 wurde er aus der Marine verabschiedet.
Insgesamt konnte er bei 8 Feindfahrten über 140.000 Tonnen versenken und wurde durch die britische Regierung als Kriegsverbrecher geführt.
Am 30. August 1919 wurde er mit dem Charakter als Korvettenkapitän ausgezeichnet.
Bis Mitte Februar 1918 war er u. a. mit dem Eisernen Kreuz I. Klasse, dem Roten Adlerorden 4. Klasse, dem Ritterkreuz des Königlichen Hausorden von Hohenzollern mit Schwertern und dem Hamburger Hanseatenkreuz ausgezeichnet worden.

### Strafverfolgung als Kriegsverbrecher
Später wurde er wegen Kriegsverbrechen angeklagt. Die als Grausamkeit und Unmenschlichkeit gesehene Versenkung der britischen Schiffe Clan McCleod (1. Dezember 1915), Belle of France (1. Dezember 1916), W.C. McKay (Dezember 1917) und der Artesia (8. Februar 1918), zusätzlich das griechische Schiff Cheriton (8. Februar 1918) und das italienische Schiff Atlantide (9. Februar 1918). Das Verfahren wurde mit Beschluss vom 23. Februar 1923 eingestellt.
In der Begründung heißt es, dass die Clan McCloed erst nach mehrfacher Warnung und der Möglichkeit für die Besatzung, das Schiff zu verlassen, beschossen worden sei, wodurch keine Grausamkeit festgestellt werden konnte. Die Schiffe Artesia, Cheriton und Atlantide waren bewaffnet, wobei die Artesia und Atlantide auch das Feuer erwiderte. Alle Schiffe waren in einem Sperrgebiet unterwegs und durften gemäß der bestehenden Vorschriften versenkt werden. Die Ausnahme davor war die W.C. McKay, welche Konterbande (Fisch) an Bord hatte. Aber auch hier wurde eine Warnung gegeben und eine Evakuierungszeit für die Besatzung eingeräumt. Die Belle of France wurde am 1. Februar 1916 und nicht durch ein von Gansser kommandierten Bootes versenkt.